# Vrouwenmarathon van Tokio 1989
De Vrouwenmarathon van Tokio 1989 werd gelopen op zondag 19 november 1989. Het was de 11e editie van de Tokyo International Women's Marathon. Aan deze wedstrijd mochten alleen vrouwelijke eliteloopsters deelnemen. De Oekraïense Lyubov Klochko kwam als eerste over de streep in 2:31.33.

## Uitslagen
| rang   | naam                     | land | tijd    |
| ------ | ------------------------ | ---- | ------- |
| Goud   | Lyubov Klochko           | URS  | 2:31.33 |
| Zilver | Aurora Cunha             | POR  | 2:32.37 |
| Brons  | Maria-Conceiçao Ferreira | POR  | 2:34.09 |
| 4      | Irina Yagodina           | URS  | 2:34.18 |
| 5      | Evy Palm                 | SWE  | 2:34.36 |
| 6      | Irina Bogacheva          | URS  | 2:34.47 |
| 7      | Veronique Marot          | ENG  | 2:36.29 |
| 8      | Akemi Masuda             | JPN  | 2:37.34 |
| 9      | Hiromi Hayashi           | JPN  | 2:40.33 |
| 10     | Mi-Ok Lee                | KOR  | 2:40.45 |
| 11     | Mari Tanigawa            | JPN  | 2:43.04 |
| 12     | Hiromi Iizuka            | JPN  | 2:44.28 |
| 13     | Malgorzata Birbach       | POL  | 2:44.29 |
| 14     | Misako Miyahara          | JPN  | 2:47.27 |
| 15     | Manuela Machado          | POR  | 2:48.33 |
| 16     | Chie Matsuda             | JPN  | 2:49.45 |
| 17     | Shinobu Kurosaki         | JPN  | 2:50.08 |
| 18     | Naoko Okuzumi            | JPN  | 2:50.18 |
| 19     | Masako Matsumura         | JPN  | 2:51.53 |
| 20     | Mifuyu Komatsu           | JPN  | 2:52.20 |
| 21     | Reiko Hirosawa           | JPN  | 2:52.22 |
| 22     | Yachiyo Kinoshita        | JPN  | 2:53.55 |

Tokyo International Marathon (alleen mannen)

1981 · 1982 · 1983 · 1984 · 1985 · 1986 · 1987 · 1988 · 1989 · 1990 · 1991 · 1992 · 1993 · 1994 · 1995 · 1996 · 1997 · 1998 · 1999 · 2000 · 2001 · 2002 · 2003 · 2004 · 2005 · 2006

Tokyo International Women's Marathon (alleen vrouwen)

1979 · 1980 · 1981 · 1982 · 1983 · 1984 · 1985 · 1986 · 1987 · 1988 · 1989 · 1990 · 1991 · 1992 · 1993 · 1994 · 1995 · 1996 · 1997 · 1998 · 1999 · 2000 · 2001 · 2002 · 2003 · 2004 · 2005 · 2006 · 2007 · 2008

Tokyo Marathon (beide)

2007 · 2008 · 2009 · 2010 · 2011 · 2012 · 2013 · 2014 · 2015 · 2016 · 2017 · 2018 · 2019 · 2020 · 2021 · 2022 · 2023 · 2024